# Födelsedagen
Födelsedagen (en suec L’aniversari) és una pel·lícula dramàtica de coproducció sueca-danesa-finesa-noruega del 2000 dirigida per Richard Hobert. Va ser la setena i última pel·lícula de la sèrie de pel·lícules De sju dödssynderna de Richard Hobert. La pel·lícula es va estrenar a Suècia el 24 de març de 2000.

## Argument
És a finals de maig a l'estació d'estiueig Glädjekällan a Österlen. Mikael fa una invitació als seus amics propers i llunyans amb motiu del seu proper 50è aniversari. La Catti parla una mica en secret pel seu mòbil mentre imprimeix invitacions a la festa d'en Mikael. Mikael té previst proposar-li matrimoni a Catti durant la seva festa i, per tant, manté una conversa amb el seu amic el vicari. A Malmö, Mikael acompanya el seu pare Ragnar al dentista, i després surten a veure la construcció del pont d'Öresund. Mentrestant, Vendela s'ha de comprar un vestit de festa. Ragnar li diu a en Mikael les seves sospites que la seva relació amb la Catti està a punt d'acabar, però Mikael ho ignora tot com un fantasma.

## Repartiment
- Camilla Lundén - Catti
- Göran Stangertz - Mikael
- Lena Endre - Ingrid
- Pernilla August - Tove
- Sven Lindberg - Ragnar
- Mona Malm - Vendela
- Sven-Bertil Taube - Ralf
- Börje Ahlstedt - Henning
- Rebecca Liljeberg - Sandra
- Jakob Eklund - Erik
- Shanti Roney - Peter
- Thomas Roos - vicari
- Mats Bergman - L'amic de la infància d'en Mikael
- Helena Brodin - Ellen, la mare de Mikael
- Anki Lidén - La mare de la Sandra
- Solgärd Kjellgren - el conductor de l'autobús

## Recepció
Va participar en la secció oficial del XXXIII Festival Internacional de Cinema Fantàstic de Catalunya.